# Хотемеж
Хотемеж (словен. Hotemež) — поселення в общині Радече, Савинський регіон, Словенія. Висота над рівнем моря: 211,8 м.